# امپراتوری نشانه‌ها
امپراتوری نشانه‌ها L'Empire des signes کتابی از رولان بارت است.
در امپراتوری نشانه‌ها در حقیقت با نوعی انسان‌شناسی مجازی، با اندیشه‌ای انسان‌شناختی بر واقعیتی مجازی سرو کار داریم که خود، حاصل بازنمایی یا بازسازی واقعیتی بیرونی در دستگاهی خیالی است.
این کتاب در سال ۱۳۸۳ در ۱۷۱ صفحه و از سوی نشر نی و با ترجمهٔ ناصر فکوهی منتشر شد.

## پی‌نوشت
1. ↑  «امپراتوری نشانه‌ها». انسان‌شناسی و فرهنگ. جمعه، ۱۴ آبان. بایگانی‌شده از اصلی در ۲۲ آوریل ۲۰۱۱. دریافت‌شده در ۶ فروردین ۱۳۹۰. از پارامتر ناشناخته |ماه= صرف‌نظر شد (کمک); تاریخ وارد شده در |تاریخ=، عدم تطابق|سال= / |تاریخ= را بررسی کنید (کمک)